# У Ін Хі
У Ін Хі (кор.: хангиль: 우인희, ханча: 禹仁姫; бл. 1940—1981) — північнокорейська акторка та коханка Кім Чен Іра.
Ставши зіркою в 1960-х і 1970-х роках, У, відома своєю красою, знялася в десятках фільмів. Вона вийшла заміж за Ю Хосуна, відомого кінорежисера, але мала зв'язки поза шлюбом. Наприкінці 1970-х вона стала таємною коханкою Кім Чен Іра. Після того, як У розпочала роман з іншим чоловіком, Кім публічно стратив її на очах у 6 000 людей.

## Раннє Життя
У Ін Хі народилася в Кесоні. Хоча точна дата її народження залишається невідомою, вважається, що це кінець 1930-х або початок 1940-х років. Вона працювала під час Корейської війни. Вже будучи танцівницею, пізніше її забрали до Пхеньяну, щоб вона стала актрисою. Її називали найкрасивішою жінкою Північної Кореї.

## Кар'єра
Вже через рік перебування в Пхеньяні У Ін Хі отримала головну роль у фільмі «Казка про Чхунх'ян», що миттєво зробило її зіркою. Згодом вона зіграла в десятках успішних фільмів. Наприклад, у фільмі «Дівчина з Діамантової гори» У зіграла роль жінки, що охоплює все її життя — від юності до глибокої старості. Ін Хі отримала десятки нагород і престижний титул ко [조선민주주의인민공화국의인민배우]. Її подвиги привернули особистий інтерес і увагу Кім Чен Іра. Як жест довіри, їй було надано надзвичайний дозвіл на виїзд за кордон до Чехословаччини і навчання акторській майстерності. Кар'єра У Ін Хі процвітала протягом 1960-х і 1970-х років.

## Особисте Життя

### Шлюб з Ю Хосуном
Після повернення з Чехословаччини У Ін Хі вийшла заміж за Ю Хосуна, найталановитішого режисера країни. У подружжя народилося троє синів. Однак у 1970-х роках Ін Хі почала заводити романи з різними чоловіками, що зруйнувало її репутацію. Її перші позашлюбні стосунки були з членом знімальної групи. Інші також були людьми, пов'язаними з кіноіндустрією. Наприкінці 1970-х чутки поширилися настільки, що її колеги виступили проти неї безпосередньо. Вони звинуватили її в подружній зраді під час сесії взаємної критики, але У відреагувала з викликом, зазначивши, що її обвинувачі насправді були чоловіками, які почали з нею стосунки і, таким чином, самі були перелюбниками. Її кар'єра була зруйнована, коли її позбавили звання народної актриси і замість акторства змусили цілий рік доглядати за котлом кіностудії — небезпечна робота з 12-годинними змінами. У 1979 році їй несподівано дозволили повернутися до акторської діяльності, і вона навіть отримала кілька головних ролей.

### Роман з Кім Чен Іром
Коли саме почався роман У Ін Хі та Кім Чен Іра. Достеменно невідомо, та коли вони почали залицятися, окрім того, що це сталося десь наприкінці 1970-х років. У той час знімали фільм «Непокорені герої», в якому знімався її чоловік Ю Хосун. Цілком можливо, що Кім і У зустрічалися протягом багатьох років до того, як У впав у гріх, або що її розорення дозволило Кім почати стосунки в обмін на те, що вона повернеться до акторської діяльності. Кім приставила колегу-актора, який переслідував її всюди і звітував про її діяльність. Їхні стосунки були надсекретними і приховувалися від усіх, включно з чоловіком У Ю Хосуном.
Після Кіма, У закохалася в молодого корейця Зайнічі, який приїхав до Північної Кореї, щоб працювати на радіостанції. Ін Хі зустрілася з ним, і він подолав її початкове небажання. Пара не могла зустрічатися на людях, тому вони зустрічалися, годинами роз'їжджаючи в чоловічому «Мерседесі». Взимку 1980 року, після такої прогулянки, їх знайшли в машині з отруєнням чадним газом, спричиненим невимкненим двигуном і зачиненими вікнами, щоб не потрапляв холод. Чоловік помер, а У довелося провести два тижні в лікарні, одужуючи. Під час допиту у справі про смерть вона згадала Кім Чен Іра.

## Страта
Кім Чен Ір наказав стратити У за розповідь про їхні таємні стосунки. У 1981 році У Ін Хі сказали, що вона вільна, але замість цього її відвезли на полігон Військової академії Кан Кон на північ від Пхеньяну. Її прив'язали до стовпа і розстріляли на очах у 6 000 людей. Дванадцять нападників зробили по 10 пострілів з АК-47, понівечивши її тіло до невпізнання. Чоловік У, Ю Хосун, був змушений спостерігати за стратою. Кім анулював шлюб У та Ю і змусив останнього дописати «Непрославлених героїв».
Ім'я та образ У були викреслені з журналів та каталогів фільмів. Її вирізали з фільмів, в яких вона знімалася, що зробило їхні сюжети незрозумілими. Хоча 6 000 свідків її страти попросили не говорити про те, що вони бачили, цей інцидент широко відомий у Північній Кореї. Південнокорейська телевізійна драма «Доки не зацвіте азалія» розповідає про її життя. Серіал був заборонений у Північній Кореї, але, тим не менш, поширювався в країні, і люди були покарані за його перегляд.

## Фільмографія
- The Story of a Detachment Commander (1966) (한 지대장의 이야기)[6]
- The Town where We Live (우리가 사는 고장)[6]
- The Girl from Diamond Mountain (1968) (금강산처녀)[6]
- The Tale of Chunhyang (1959) (춘향전)[6][a]

## Виноски
1. ↑   South Korean scholar Lee Hyangjin does not mention the film and traces the earliest North Korean film of the traditional folk tale in 1980, but the film could well be a lost film that is only available for domestic viewing[8]. This was the first major appearance in Woo's career that peaked in the 1960s and 1970s[6][9].

### Цитовані роботи
- Fischer, Paul (2015). A Kim Jong-Il Production: The Extraordinary True Story of a Kidnapped Filmmaker, His Star Actress, and a Young Dictator's Rise to Power. New York: Flatiron Books. ISBN 978-1-250-05426-5.
- Jung Sung-san (2017). The Death of Screenwriter Lee Jin-woo. Now We Can Speak: Violation of Freedom of Expression in North Korea: A Collection of Personal Accounts. North Korean Writers in Exile PEN Center. GGKEY 7KU4G1K0Y1R.

## Для подальшого читання
- Kanghwal Kang (15 січня 2001). 영화배우 우인희 총살사건(북한판 정인숙사건) [Movie Actor Woo In-hee Shot (North Korean Version of the Chung In-suk Case)]. The Chosun Ilbo (кор.).
- Kim Ju-won (3 січня 2017). 우인희 처형사건의 진실 (кор.). Radio Free Asia.
- Lim Young-sun (1996). 인민배우 우인희 (кор.). Hanguk Kwangbo. ISBN 978-89-85339-10-0.
- Park Seung-min. 김정일 생모「김정숙 배역」의 전 북한 공훈 여배우, 주순영씨 인터뷰(2) [Former North Korean Actor Kim Jong-il's 'Kim Jong-suk' Role: Interview with Joo Soon-young (2)]. Sisareport (кор.).
- Joo Sungja (4 квітня 2014). 공개총살된 북한 최고미인 우인희 모습 최초 공개 (56). Nambuk Story (кор.). Donga. Архів оригіналу за 9 березня 2017.